# Referendum w Austrii w 2013 roku
Referendum w Austrii odbyło się 20 stycznia 2013 roku. Austriacy opowiedzieli się w nim za utrzymaniem obowiązkowej służby wojskowej. Frekwencja w tym referendum wyniosła 52,4%. Uprawnionych do głosowania było 6 378 478 obywateli Austrii.

## Wyniki
Obywatele Austrii odpowiadali w referendum na pytanie: "Czy jesteś za zniesieniem obowiązku zasadniczej służby wojskowej?".
| Głosowanie               | Głosy     | %     |
| ------------------------ | --------- | ----- |
| Tak                      | 1 315 278 | 40,3% |
| Nie                      | 1 947 116 | 59,7% |
| Głos nieważny            | 82 546    |       |
| Razem (frekwencja 52,4%) | 3 344 940 | 100%  |

W wyniku referendum zachowano obowiązkową zasadniczą służbę wojskową.